# Felicia Malipiero
Felicia Malipiero, auch Felicita oder Felicitas (* um 940 in Venedig; † nach 978 ebenda), war die Ehefrau des 982 als Mönch in Frankreich verstorbenen venezianischen Dogen Pietro Orseolo, der von 976 bis 978 im Amt war. Dieser Ehe entstammte Pietro II. Orseolo, den Felicia im Jahr 961 zur Welt brachte, und der 991 wie sein Vater zum Dogen gewählt wurde, sowie eine Tochter, deren Name nicht überliefert ist und die Giovanni Morosini ehelichte. Dieser Schwiegersohn begleitete Pietro Orseolo auf der Flucht aus Venedig in ein Kloster in den Pyrenäen, was ihm das erhöhte Interesse der Historiographie sicherte. Felicia Malipieros Sohn Pietro II. Orseolo gilt als der bedeutendste Doge des Frühmittelalters.
Nach dem Chronisten Johannes Diaconus, der im Dienst des besagten Dogensohnes stand, hatte sich Orseolo am Sturz seines Vorgängers Pietro IV. Candiano im Jahr 976 beteiligt. Den 978 erfolgten Rückzug des Dogen aus der Politik und vom weltlichen Leben überhaupt wertete Petrus Damianus in seiner Vita et acta sanctissimi patris et partriarchae Romualdi, fundatoris Camaldulensium als Sühne, zumal diverse Kirchen, darunter die Markuskirche, sowie das Archiv beim Aufstand verbrannt waren. Von der Flucht aus Venedig in der Nacht vom 30. August auf den 1. September 978 wusste Felicia nichts, wie Johannes Diaconus in seiner zeitgenössischen Istoria Veneticorum schreibt. Von ihrem Leben nach 978 ist nichts bekannt. Weil die Frau des jeweiligen Dogen später als Dogaressa bezeichnet wurde, wird auch sie in entsprechenden Listen bis heute unter diesem Titel geführt.

## Rezeption
Nach den Historie venete dal principio della città fino all’anno 1382 des Gian Giacomo Caroldo, die der Autor 1532 abschloss, übernahm der Doge das Amt nur aus Verantwortung für die Republik und wegen der Bitten des Volkes. Seine Frau „Felicita“ überzeugte er nach der Geburt ihres Sohnes vom Wert der Keuschheit. Auch wenn ständig Anschläge auf ihn geplant wurden, wie ihm zu Ohren kam, hielt er bis zum Alter von 50 Jahren aus und verließ nach zwei Jahren und 20 Tagen im Dogenamt heimlich oder verborgen („occultamente“) Venedig, „senza dir parola ad alcuno delli suoi“, ‚ohne den Seinen auch nur ein Wort zu sagen‘.
Auch nach Pietro Marcellos Vite de'prencipi di Vinegia. schworen die Eheleute nach der Geburt ihres Sohnes ewige Keuschheit, wobei der Doge vor den politischen Intrigen seiner Gegner floh.
In der 1574 erschienenen Chronica das ist Warhaffte eigentliche vnd kurtze Beschreibung, aller Hertzogen zu Venedig Leben des Frankfurter Juristen Heinrich Kellner, die auf Pietro Marcello aufbauend die venezianische Chronistik im deutschen Sprachraum bekannt machte, heißt es: „Als nun Peter ein Son erzeugte mit seinem Gemahel Felicita/gelobten er und sein Haußfrauw Gott dem HERRN ewige Keuschheit.“ Nach ihm brachte nun erst ein Gasconier namens Quirin oder Curcin in der Markuskirche den Dogen dahin, das Amt aufzugeben. Bald „verkleidet er sich einstmals bey der nacht“ und verließ heimlich Venedig.
In der Übersetzung von Alessandro Maria Vianolis Historia Veneta, die 1686 in Nürnberg unter dem Titel Der Venetianischen Hertzogen Leben / Regierung, und Absterben / Von dem Ersten Paulutio Anafesto an / biss auf den itzt-regierenden Marcum Antonium Justiniani erschien, war Pietro Orseolo „eine Person von viel und herzlichen Tugenden“. Die Wahl nahm er nur auf „Bitten des Volcks“ an, „auf daß er die Gemeine nicht wiederum in einig andere Trübseligkeiten stürtzen möchte“ (S. 146). In seiner „Behausung bey S. S. Philippo und Jacobo“ (Santi Filippo e Giacomo) führte er ein „privat- und eingezogenes Leben“. Im Kampf gegen die Sarazenen, so nimmt Vianoli an, habe der Doge die Flotte selbst befehligt und er sei im Triumph heimgekehrt. „Mit seiner Gemahlin Felicitas“ habe „er zuvor einen Sohn erzeuget“. Daraufhin „gelobete er / nebens seiner Hausfrauen / ewige Keuschheit zu halten“ (S. 149).
Mit der Heiligsprechung im Jahr 1731 intensivierte sich die Forschung über das Leben des Pietro Orseolo ungemein. In Venedig erschien aus der Feder des Camaldulensers und Mathematikers Guido Grandi die Vita del Glorioso Prencipe S. Pietro Orseolo Doge di Venezia, indi monaco, ed Eremita Santissimo. „Circa l’anno di nostra salute 946“ heiratete er laut Grandi, auch dies „contra sua voglia“, also gegen seinen Willen, ‚Felicia oder Felicita‘. Mit seiner vollkommenen „Consorte“ lebte er „in perfetta unione più di animi, che di corpi“, ‚in perfekter Einheit, mehr der Seelen als der Körper‘. Nach der Geburt ihres Sohnes Pietro gelobten sie auch nach diesem Verfasser ewige Keuschheit. Dabei weist der Autor Behauptungen zurück, das Paar habe noch weitere Kinder gehabt, nämlich einen Giovanni und einen Orso, Patriarch von Grado. Dies basiere auf Verwechslungen, denn der eine sei ein Neffe, der andere ein Enkel des Pietro Orseolo gewesen. Gegen die Behauptung, das Paar habe zuvor ein Mädchen bekommen, wendet sich Grandi gleichfalls, jedoch mit einer spitzfindigen sprachlichen Argumentation. So könne dieser angebliche Schwiegersohn auch eine andere Verwandte, etwa eine Schwester oder Nichte geheiratet haben. Zumindest habe er die besagte Vermutung damit ‚unwahrscheinlich‘ gemacht, wie er selbst meint (S. 15). Den angeblichen Seesieg über die Sarazenen vor dem süditalienischen Bari führt er auf eine Verwechslung mit den Kämpfen seines gleichnamigen Sohnes zurück. Dem Wirken der Pilger, die schließlich den Dogen dazu veranlassten zu fliehen, widmet der Autor in blumiger Sprache elf Seiten, der Flucht im Gewand eines Armen weitere sechs (S. 59–64).
Wesentlich kritischer bei der Deutung der Quellen war Johann Friedrich LeBret, der 1769 den ersten Band seiner insgesamt vierbändigen Staatsgeschichte der Republik Venedig publizierte. Nach seiner Auffassung sahen Waldrada, die Ehefrau des 976 ermordeten Dogen, und Vitale in dem neuen Dogen „die Haupttriebfeder“ der Katastrophe von 976, nämlich des Sturzes des Dogen Pietro IV. Candiano. Auch das Verhältnis zum Reich sieht LeBret anders als die venezianischen Chronisten. Pietro Orseolo „bewies eine besondere Aufmerksamkeit, die Geistlichkeit zu ehren. Denn damals setzte man das Wesen der Religion allein in den größern oder geringern Grad der Achtung gegen die Clerisey. Und diese hat auch seine Neigung zu ihrem Stande mit Danke erkannt.“ Deshalb schildere sie den Dogen als einen Heiligen. Nach Auffassung LeBrets floh der Orseolo vor den immer noch einflussreichen Candiano, seinen mächtigsten Gegnern, die sich nicht scheuten, mit dem Kaiser zu paktieren. Seine frühen Hagiographen „wollen den Dogen als einen Heiligen auch in der Ehe schildern, der mit seiner Gemahlinn nur einen einigen Sohn gezeuget: sie bemerken aber nicht, daß Morosini sein Tochtermann gewesen, und daß er also etwa noch eine Tochter müsse grhabt haben.“
William Carew Hazlitt (1834–1913) übernahm 1860 manche Urteile der mittelalterlichen Chronistik, die, wie in diesem Falle, ein halbes Jahrtausend nach den beschriebenen Ereignissen abgefasst wurden. So fasst er die Angaben aus „De Monacis, fol. 38 (Add. MSS. B. M. 8574)“, gemeint ist das Hauptwerk von Lorenzo De Monacis, eine Handschrift der Biblioteca Marciana, folgendermaßen zusammen: „But no one had imagined that the period of his abdication was so near, or that the place of his retirement would be so distant; and even the Dogaressa Felicita Malipiero, while she consoled herself for the loss of her consort by admiring the wisdom of the vow, could not refrain from expressing her surprise, that the Doge should have chosen to fix his last earthly abode in a French convent instead of passing a life of sanctity and ease among his own people.“ Nach Hazlitt war die Dogaressa nur darüber erstaunt, dass ihr Gatte einen Lebensabend in seinem Volk verschmähte, um ein Klosterleben in Frankreich vorzuziehen, wohin er am 5. September 978 geflohen sei. Vor der Entscheidung ihres Mannes, sich zurückzuziehen, habe das Paar aber noch eine Tochter gezeugt, die mit jenem Giovanni Morosini verheiratet worden sei.
Felicia Malipiero wurde von der Geschichtsschreibung ungewöhnlich deutlich wahrgenommen, denn an ihrer Ehe hingen in der jeweiligen Epoche wichtige Fragen der Moral. Folgt man Pompeo Molmenti, so war es den neuzeitlichen Historikern zwar vorstellbar, dass sich ein Doge ins Kloster zurückzog, doch kaum, solange seine noch Frau lebte. So heißt es nach Molmenti in einer Chronik kurzerhand: „Essendo morta Felicita sua consorte, desiderava de refudar el Dogado“. Demnach enstschloss sich der Doge erst nach dem Tod seiner Frau, dem Dogat zu entsagen.
Edgcumbe Staley († 1903) glaubte hingegen, „Dogaressa Felicia“ habe ihren Mann viele Jahre im Kloster San Zaccaria überlebt. Sie habe ihren beiden Söhnen (sic!) eingeschärft: „Take care to preserve the rights of the Church, and be drawn aside from doing justice neither by love nor hate.“ Sie sollten also die Rechte der Kirche schützen und sich niemals durch Liebe oder Hass davon ablenken lassen, Gerechtigkeit zu üben. Aus den Quellen lässt sich eine solche Einschätzung, wie so oft bei Staley, keinesfalls belegen, und auch ein zweiter Sohn ist nicht nachweisbar. Schließlich erwähnt er ein Gemälde von Giovanni Santacroce (?) im Museo Correr, das das Paar kniend im Ordenshabit darstellte.